# Доњи Српци
Доњи Српци (мкд. Долно Српци) су насеље у Северној Македонији, у јужном делу државе. Доњи Српци припадају општини Могила.

## Географија
Насеље Доњи Српци је смештено у јужном делу Северне Македоније. Од најближег већег града, Битоља, насеље је удаљено 16 km северно.
Доњи Српци се налазе у западном делу Пелагоније, највеће висоравни Северне Македоније. Насељски атар је на истоку равничарски, док на западу издиже планина Древеник. Надморска висина насеља је приближно 640 метара.
Клима у насељу је континентална.

## Становништво
Доњи Српци су према последњем попису из 2002. године имали 479 становника.
Претежно становништво по последњем попису су етнички Македонци (99%).
Већинска вероисповест је православље.